# Audi Q3
Audi Q3 – samochód osobowy typu SUV klasy kompaktowej produkowany pod niemiecką marką Audi od 2011 roku. Od 2025 roku produkowana jest trzecia generacja modelu.

## Pierwsza generacja

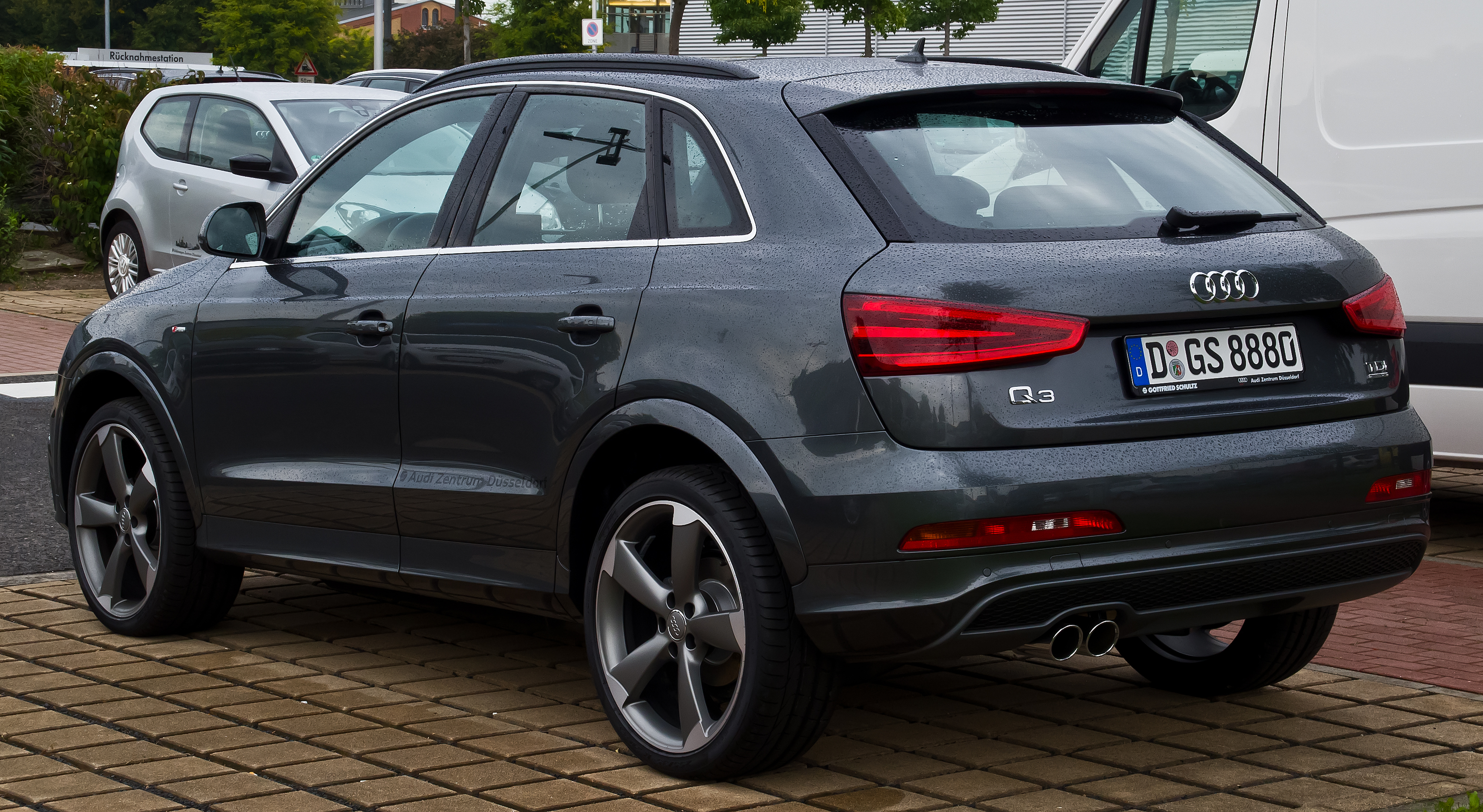
Audi Q3 I – tył

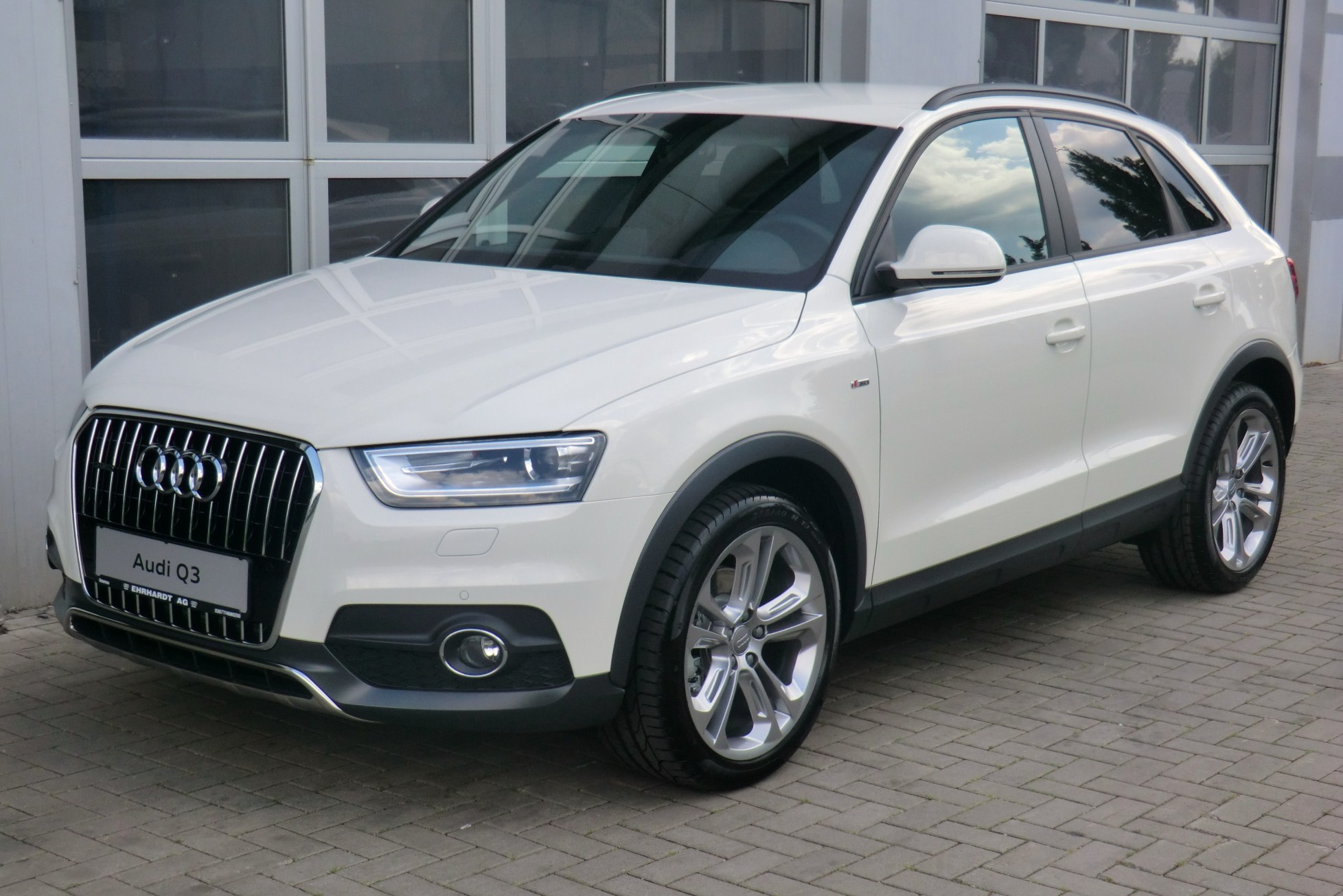
Audi Q3 I S-Line

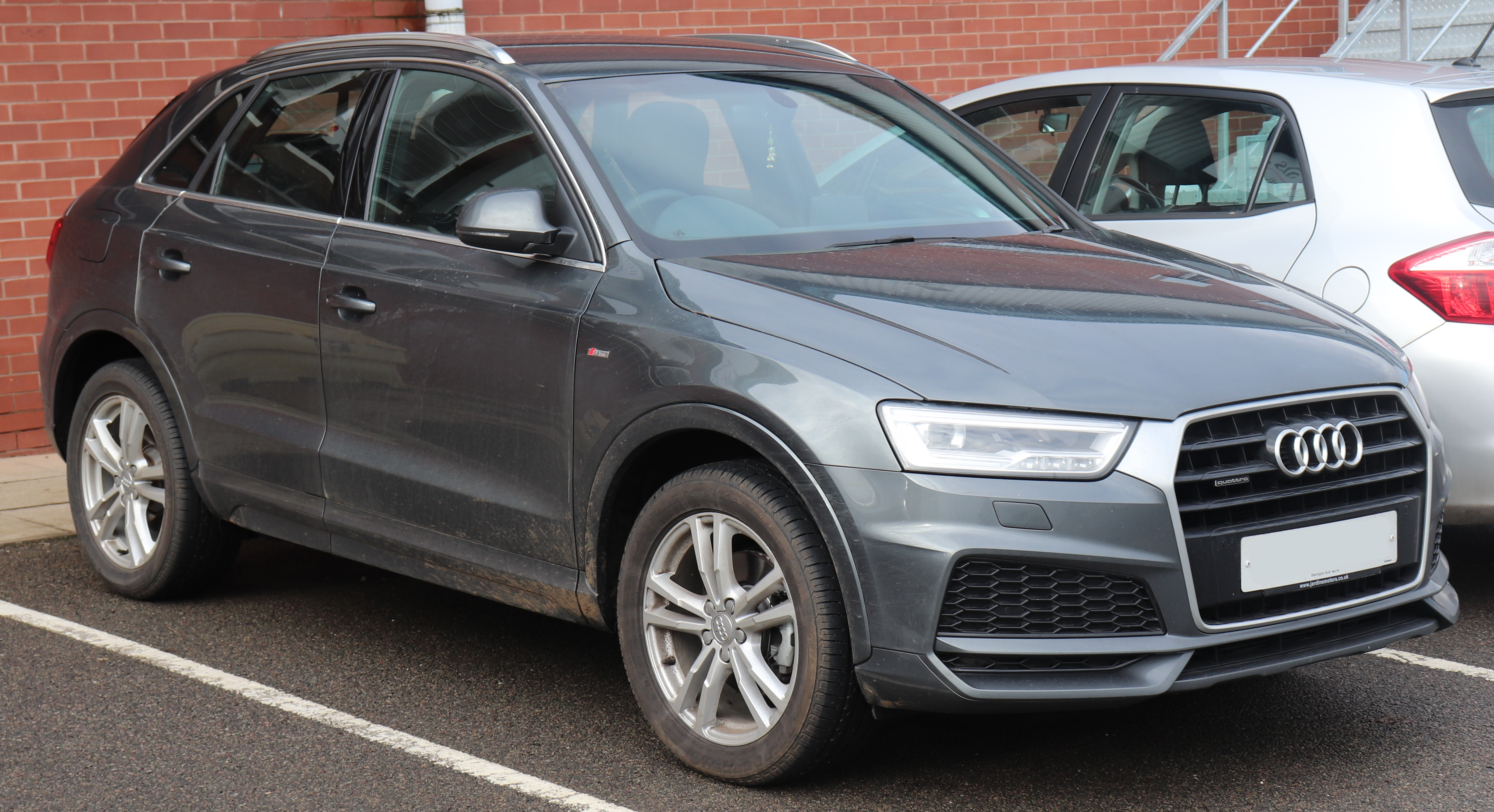
Audi Q3 I po liftingu

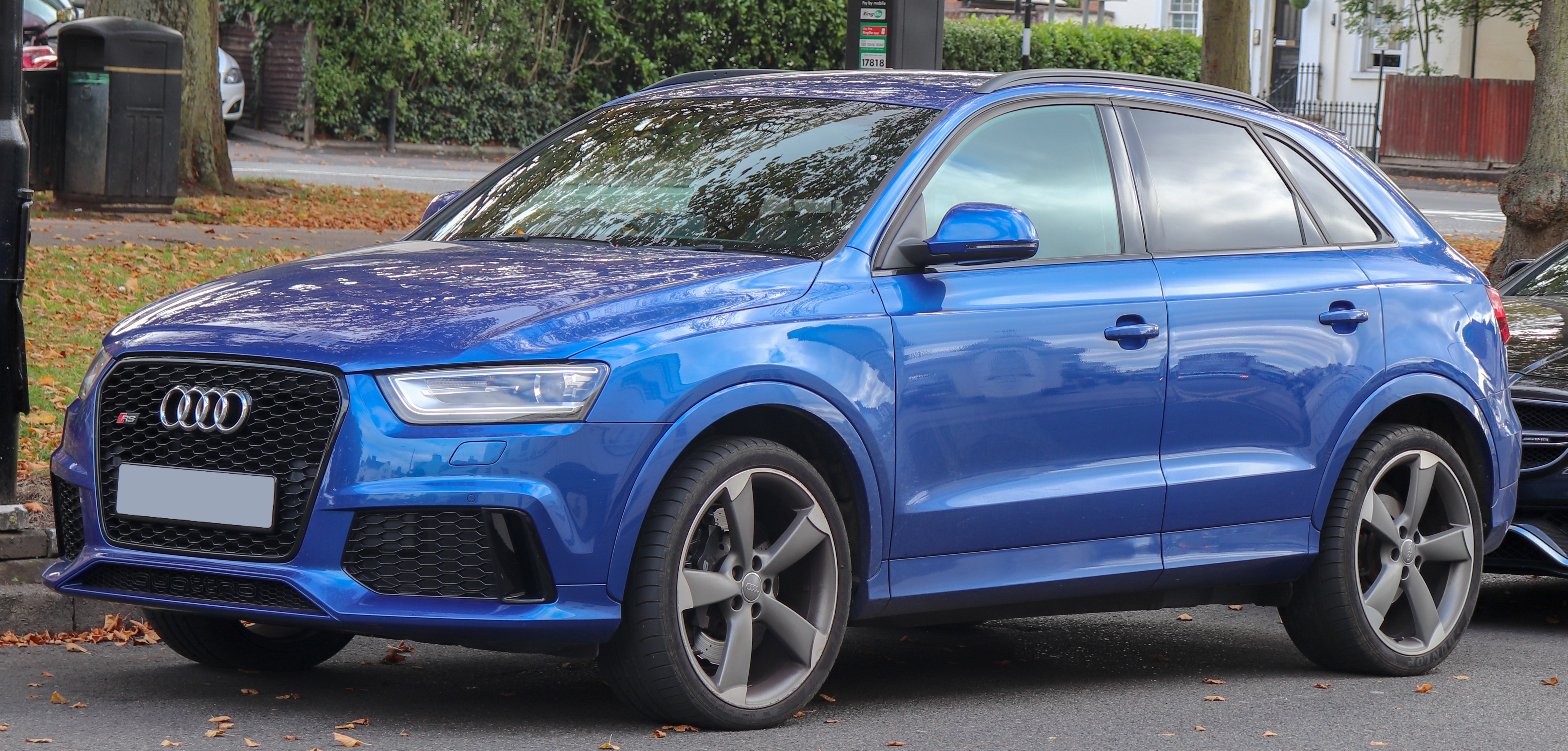
Audi RS Q3 I

Audi Q3 I zostało zaprezentowane po raz pierwszy w 2011 roku
Zapowiedź modelu w formie studyjnej przedstawiono już 4 lata przed debiutem, podczas targów motoryzacyjnych w Szanghaju w roku 2007 jako pojazd koncepcyjny Audi Cross Coupé Quattro. Wersja produkcyjna trafiła na rynek dokładnie w 2011 roku. Pierwsza generacja została oparta na płycie podłogowej Volkswagen Group A5 platform (PQ35) znanej z Volkswagena Golfa V oraz Volkswagena Tiguana.
Pojazd dostępny jest z dwoma wersjami silnika R4 2.0 TFSI (170 i 211 KM) oraz dwoma 2.0 TDI (140 i 177 KM). Moc na oś przednią lub obie osie przenoszona jest przez 6-biegową skrzynię manualną bądź 7-biegową S-Tronic.

### RS Q3
Sportową wersją modelu jest RS Q3 produkowane przez quattro GmbH, spółkę – córkę koncernu wyspecjalizowaną w produkcji samochodów sportowych i wyczynowych. Premiera auta miała miejsce w roku 2013. Samochód wyposażony jest w silnik R5 2.5 TFSI (360 KM/265 kW, 465 Nm). Według danych producenta przyspieszenie od 0 do 100 km/h zajmuje 5,5 s, natomiast prędkość maksymalna została ograniczona elektronicznie do 250 km/h. Średnie zużycie paliwa na 100 km wynosi 8,8 l/100 km.
W celu poprawy prowadzenia obniżono o 25 mm zawieszenie, dla lepszego rozłożenia masy akumulator umieszczono w przestrzeni bagażowej. Dodatkowo zastosowano wzmocniony układ hamulcowy – wentylowane i nawiercane tarcze z przodu oraz większe tarcze z tyłu. Z zewnątrz nowy model charakteryzuje się 19- lub opcjonalnie 20-calowymi felgami aluminiowymi, wstawkami aerodynamicznymi oraz akcentami ze szczotkowanego aluminium. W pasie przednim zastosowano czarny grill typu „plaster miodu”, z tyłu niewielki dyfuzor oraz pojedynczą, owalną końcówkę układu wydechowego.

### Lifting
W listopadzie 2014 cała gama Audi Q3 pierwszej generacji przeszła obszerną restylizację. Poszerzona zostanie gama silnikowa modelu i obejmie teraz 6 jednostek o pojemności 1,4 i 2 litrów, i mocy od 88 kW (120 KM) do 162 kW (220 KM). Trzy czterocylindrowe silniki TFSI i trzy takie same jednostki TDI clean diesel mają zwiększoną moc, a jednocześnie spalają mniej paliwa i emitują nawet o 17 procent mniej dwutlenku węgla.
Wszystkie jednostki napędowe to silniki z wtryskiem bezpośrednim i turbodoładowaniem, spełniające europejski standard emisji spalin Euro 6. Redukcja zużycia paliwa i emisji CO2 to m.in. efekt zastosowania techniki cylindrów odłączanych na żądanie – cylinder on demand. Jednostki 1.4 TFSI COD i 2.0 TDI, za sprawą swej wysokiej efektywności noszą miano „Audi ultra“.

### Dane techniczne
|                                                    | 1.4 TFSI                    | 1.4 TFSI COD                | 2.0 TFSI                    | 2.0 TFSI przeznaczony na rynek Kanady i USA | 2.0 TFSI                    | 2.0 TFSI                    | 2.5 TFSI (RS Q3)                      | 2.5 TFSI (RS Q3)                      |
| -------------------------------------------------- | --------------------------- | --------------------------- | --------------------------- | ------------------------------------------- | --------------------------- | --------------------------- | ------------------------------------- | ------------------------------------- |
| Dostępność dla zamawiających:                      | 09/2013–11/2014             | od 11/2014                  | 06/2011–11/2014             | od 2014                                     | 06/2011–11/2014             | od 11/2014                  | 08/2013–11/2014                       | od 2014                               |
| Symbol silnika:                                    | CHPB                        |                             | CCZC                        | –                                           | CPSA                        |                             | CTSA                                  |                                       |
| Typ silnika:                                       | Rzędowy, wtrysk bezpośredni | Rzędowy, wtrysk bezpośredni | Rzędowy, wtrysk bezpośredni | Rzędowy, wtrysk bezpośredni                 | Rzędowy, wtrysk bezpośredni | Rzędowy, wtrysk bezpośredni | Rzędowy, wtrysk bezpośredni           | Rzędowy, wtrysk bezpośredni           |
| Doładowanie silnika:                               | Turbosprężarka              | Turbosprężarka              | Turbosprężarka              | Turbosprężarka                              | Turbosprężarka              | Turbosprężarka              | Turbosprężarka                        | Turbosprężarka                        |
| Cylindry/zawory:                                   | 4/16                        | 4/16                        | 4/16                        | 4/16                                        | 4/16                        | 4/16                        | 5/20                                  | 5/20                                  |
| Pojemność silnika:                                 | 1395 cm³                    | 1395 cm³                    | 1984 cm³                    | 1984 cm³                                    | 1984 cm³                    | 1984 cm³                    | 2480 cm³                              | 2480 cm³                              |
| Moc maksymalna/przy liczbie obrotów−1:             | 110 kW (150 KM)/5000–6000   | 110 kW (150 KM)/5000–6000   | 125 kW (170 KM)/4300–6200   | 147 kW (200 KM)/5100–6000                   | 155 kW (211 KM)/5000–6200   | 162 kW (220 KM)/4500–6200   | 228 kW (310 KM)/5200–6700             | 250 kW (340 KM)/                      |
| Maksymalny moment obrotowy/przy liczbie obrotów−1: | 250 Nm/1500–3500            | 250 Nm/1500–3500            | 280 Nm/1700–4200            | 280 Nm/1700–5000                            | 300 Nm/1800–4900            | 350 Nm/1500–4400            | 420 Nm/1500–5200                      | 450 Nm/                               |
| Rodzaj napędu, standardowo:                        | Napęd na przednią oś        | Napęd na przednią oś        | Napęd na 4 koła quattro     | Napęd na przednią oś                        | Napęd na 4 koła quattro     | Napęd na 4 koła quattro     | Napęd na 4 koła quattro               | Napęd na 4 koła quattro               |
| Rodzaj napędu, opcjonalnie:                        | –                           | –                           | –                           | Napęd na 4 koła quattro                     | –                           | –                           | –                                     | –                                     |
| Skrzynia biegów, standardowo:                      | 6-biegowa manualna          | 6-biegowa manualna          | 6-biegowa manualna          | 6-biegowa tiptronic                         | 7-biegowa S tronic          | 7-biegowa S tronic          | 7-biegowa S tronic                    | 7-biegowa S tronic                    |
| Skrzynia biegów, opcjonalnie:                      | 6-biegowa S tronic          | 6-biegowa S tronic          | 7-biegowa S tronic          | –                                           | –                           | –                           | –                                     | –                                     |
| Masa własna pojazdu:                               | 1460–1480 kg                | 1460–1480 kg                | 1585–1630 kg                | 1585–1670 kg                                | 1640 kg                     | 1640 kg                     | 1730 kg                               |                                       |
| Maksymalna ładowność:                              | 600 kg                      | 600 kg                      | 600 kg                      | –                                           | 600 kg                      | 600 kg                      | 560 kg                                |                                       |
| Maksymalna masa przyczepy:                         | 1800 kg                     | 1800 kg                     | 1800–2000 kg                | –                                           | 2000 kg                     | 2000 kg                     | 1900 kg                               |                                       |
| Przyspieszenie od 0 do 100 km/h:                   | 8,9–9,2 s                   | 8,9–9,2 s                   | 7,8–8,2 s                   | 7,9–8,3 s                                   | 6,9 s                       | 6,4 s                       | 5,5 s                                 | 4,8 s                                 |
| Prędkość maksymalna:                               | 200–203 km/h                | 204 km/h                    | 212 km/h                    | 209 km/h                                    | 230 km/h                    | 233 km/h                    | 250 km/h (ograniczona elektronicznie) | 250 km/h (ograniczona elektronicznie) |
| Spalanie na 100 km w cyklu mieszanym:              | 5,9–6,2 l E95               | 5,5–5,8 l E95               | 7,3–7,7 l E95               | ca. 8,0 l E95                               | 7,7 l E95                   | 6,6 l E95                   | 8,8 l E95                             | 8,4 l E95                             |
| Emisja CO2 w cyklu mieszanym:                      | 137–145 g/km                | 127–134 g/km                | 174–179 g/km                | –                                           | 179 g/km                    | 152 g/km                    | 206 g/km                              | 198 g/km                              |
| Norma emisji spalin według klasyfikacji UE:        | Euro 6                      | Euro 6                      | Euro 5                      | –                                           | Euro 5                      | Euro 6                      | Euro 5                                | Euro 6                                |

|                                                    | 2.0 TDI                                            | 2.0 TDI ultra                                      | 2.0 TDI                                            | 2.0 TDI                                            | 2.0 TDI                                            |
| -------------------------------------------------- | -------------------------------------------------- | -------------------------------------------------- | -------------------------------------------------- | -------------------------------------------------- | -------------------------------------------------- |
| Dostępność dla zamawiających:                      | 06/2011–11/2014                                    | od 11/2014                                         | od 11/2014                                         | 06/2011–11/2014                                    | od 11/2014                                         |
| Symbol silnika:                                    | CFFB                                               |                                                    |                                                    | CLLB                                               |                                                    |
| Typ silnika:                                       | Rzędowy, wtrysk Common Rail, filtr cząstek stałych | Rzędowy, wtrysk Common Rail, filtr cząstek stałych | Rzędowy, wtrysk Common Rail, filtr cząstek stałych | Rzędowy, wtrysk Common Rail, filtr cząstek stałych | Rzędowy, wtrysk Common Rail, filtr cząstek stałych |
| Doładowanie:                                       | Turbosprężarka                                     | Turbosprężarka                                     | Turbosprężarka                                     | Turbosprężarka                                     | Turbosprężarka                                     |
| Cylindry/zawory:                                   | 4/16                                               | 4/16                                               | 4/16                                               | 4/16                                               | 4/16                                               |
| Pojemność silnika:                                 | 1968 cm³                                           | 1968 cm³                                           | 1968 cm³                                           | 1968 cm³                                           | 1968 cm³                                           |
| Moc maksymalna/przy liczbie obrotów−1:             | 103 kW (140 KM)/4200                               | 110 kW (150 PS)/3500–4000                          | 110 kW (150 PS)/3500–4000                          | 130 kW (177 KM)/4200                               | 135 kW (184 KM)/3500–4000                          |
| Maksymalny moment obrotowy/przy liczbie obrotów−1: | 320 Nm/1750–2500                                   | 340 Nm/1750–2800                                   | 340 Nm/1750–2800                                   | 380 Nm/1750–2500                                   | 380 Nm/1800–3250                                   |
| Rodzaj napędu, standardowo:                        | Napęd na przednią oś                               | Napęd na przednią oś                               | Napęd na przednią oś                               | Napęd na przednią oś                               | Napęd na 4 koła quattro                            |
| Rodzaj napędu, opcjonalnie:                        | Napęd na 4 koła quattro                            | –                                                  | Napęd na 4 koła quattro                            | Napęd na 4 koła quattro                            | –                                                  |
| Skrzynia biegów, standardowo:                      | 6-biegowa manualna                                 | 6-biegowa manualna                                 | 6-biegowa manualna                                 | 6-biegowa manualna                                 | 6-biegowa manualna                                 |
| Skrzynia biegów, opcjonalnie:                      | 7-biegowa S tronic                                 | –                                                  | –                                                  | 7-biegowa S tronic                                 | 7-biegowa S tronic                                 |
| Masa własna pojazdu:                               | 1520–1645 kg                                       | 1560 kg                                            | 1560–1645 kg                                       | 1565–1660 kg                                       | 1680–1700 kg                                       |
| Maksymalna ładowność:                              | 585–600 kg                                         | 600 kg                                             | 600 kg                                             | 585–600 kg                                         | 600 kg                                             |
| Maksymalna masa przyczepy:                         | 1800–2000 kg                                       | 1800 kg                                            | 1800 kg                                            | 2000 kg                                            | 2000 kg                                            |
| Przyspieszenie od 0 do 100 km/h:                   | 9,9 s                                              | 9,6 s                                              | 9,3–9,6 s                                          | 8,1–8,3 s                                          | 7,9 s                                              |
| Prędkość maksymalna:                               | 197–202 km/h                                       | 204 km/h                                           | 204 km/h                                           | 212–218 km/h                                       | 219 km/h                                           |
| Spalanie na 100 km w cyklu mieszanym:              | 5,2–5,8 l ON                                       | 4,4 l ON                                           | 4,6–4,9 l ON                                       | 5,5–5,9 l ON                                       | 5,1–5,2 l ON                                       |
| Emisja CO2 w cyklu mieszanym:                      | 137–152 g/km                                       | 114 g/km                                           | 119–129 g/km                                       | 144–156 g/km                                       | 134–137 g/km                                       |
| Norma emisji spalin według klasyfikacji UE:        | Euro 5                                             | Euro 6                                             | Euro 6                                             | Euro 5                                             | Euro 6                                             |

## Druga generacja

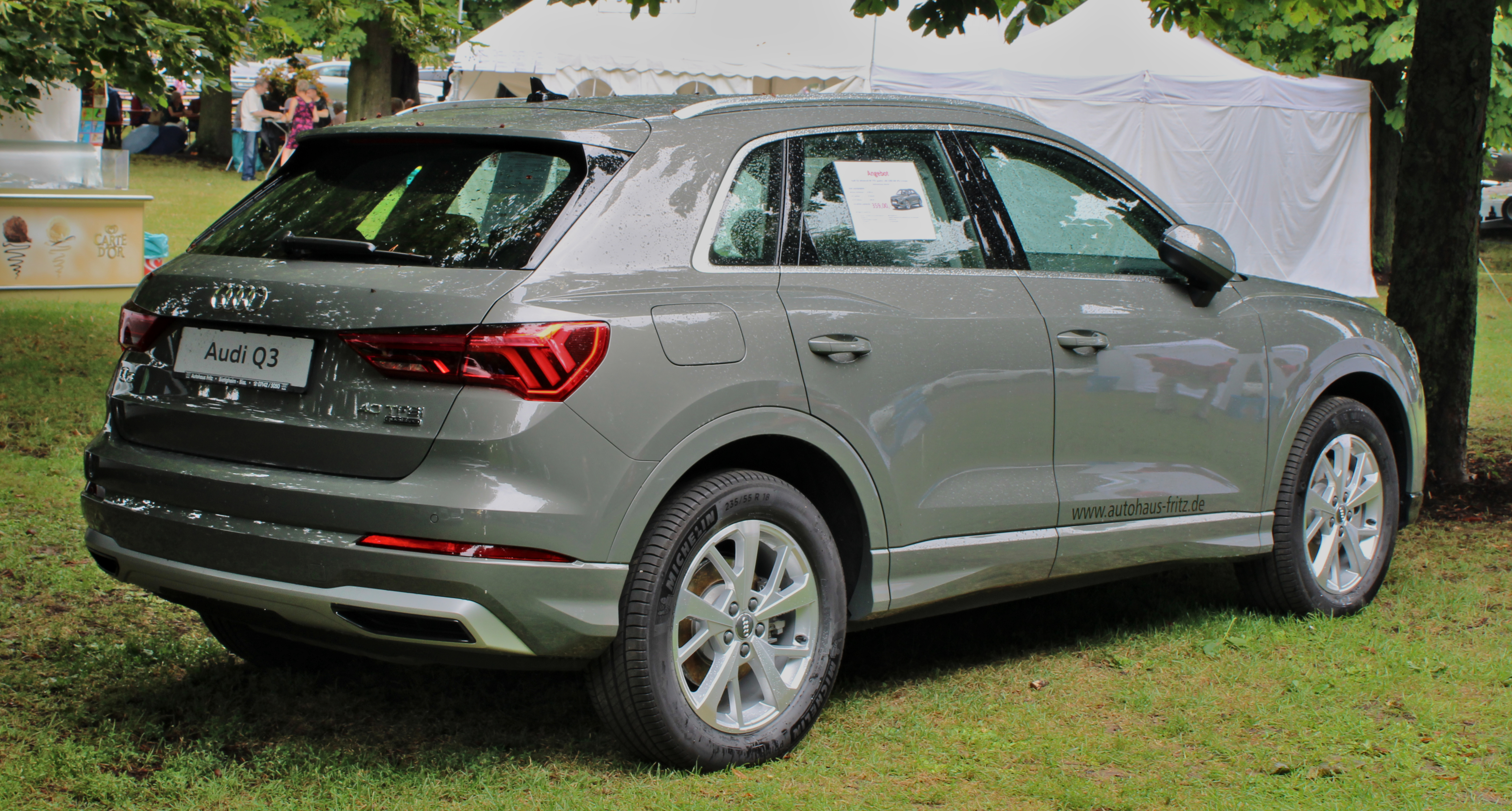
Audi Q3 II – tył

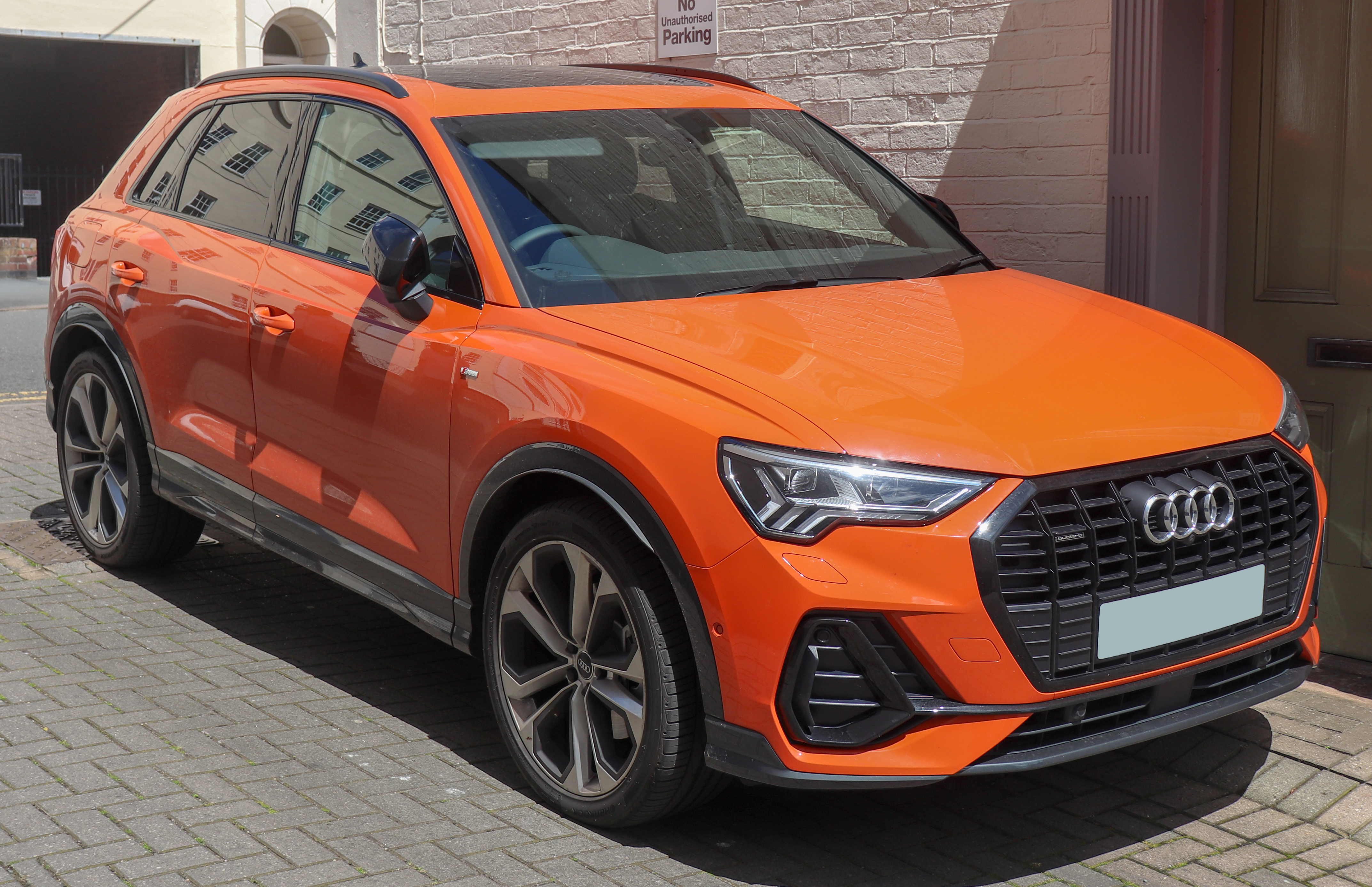
Audi Q3 II S-Line

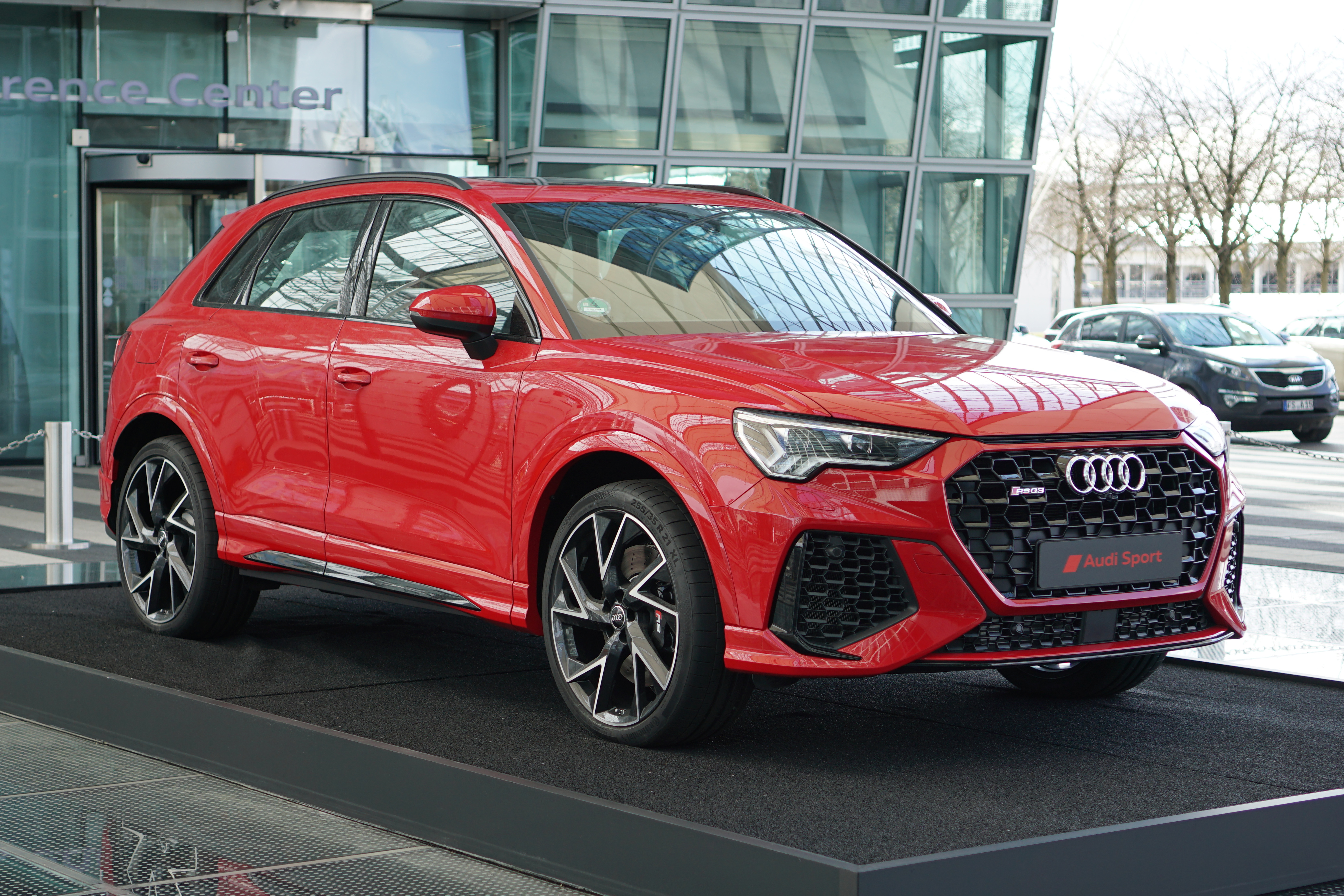
Audi RS Q3 II

Audi Q3 II zostało zaprezentowane po raz pierwszy w 2018 roku.
Druga generacja pierwszego kompaktowego SUV-a niemieckiej marki zastąpiła poprzednika po 7 latach produkcji. Premiera tego modelu to część szeroko zakrojonej ofensywy Audi, która w 2018 roku objęła 5 nowych modeli. Zgodnie z taktyką marki, samochód przeszedł gruntowne zmiany zachowując jednocześnie klasyczne proporcje pierwowzoru. Wyróżnikiem drugiej generacji jest większy, sześciokąty grill, charakterystyczne reflektory z „łezkami” oraz wielokątny kształt tylnych lamp.
Deska rozdzielcza również realizuje nową koncepcję estetyki Audi – zachowała ona typowy kształt kierownicy i nawiewów, zawierając duży ekran w konsoli centralnej do sterowania m.in. nawigacją. W przeciwieństwie do większych i droższych A6, A7 oraz A8, nowe Q3 zachowało klasyczny panel do sterowania radiem i klimatyzacją, składający się z przycisków, a nie ekranu dotykowego.

### RS Q3
We wrześniu 2019 roku zaprezentowany został topowy, wyczynowy wariant Audi RS Q3. Pod kątem wizualnym pojazd zyskał bardziej kontrastowe barwy lakierów, czarny wzór atrapy chłodnicy, a także przemodelowane zderzaki oraz obszerniejsze wloty powietrza. Pod kątem technicznym pojazd napędził 2,5-litrowy, pięciocylindrowy silnik benzynowy o mocy 400 KM, który pozwala rozpędzić się do 100 km/h w 4,5 sekundy.

### Silniki
- R4 1.4l TSI
- R4 1.5l TSI
- R4 2.0l TFSI
- R5 2.5l TFSI
- R4 2.0l TDI

### Q3 Sportback

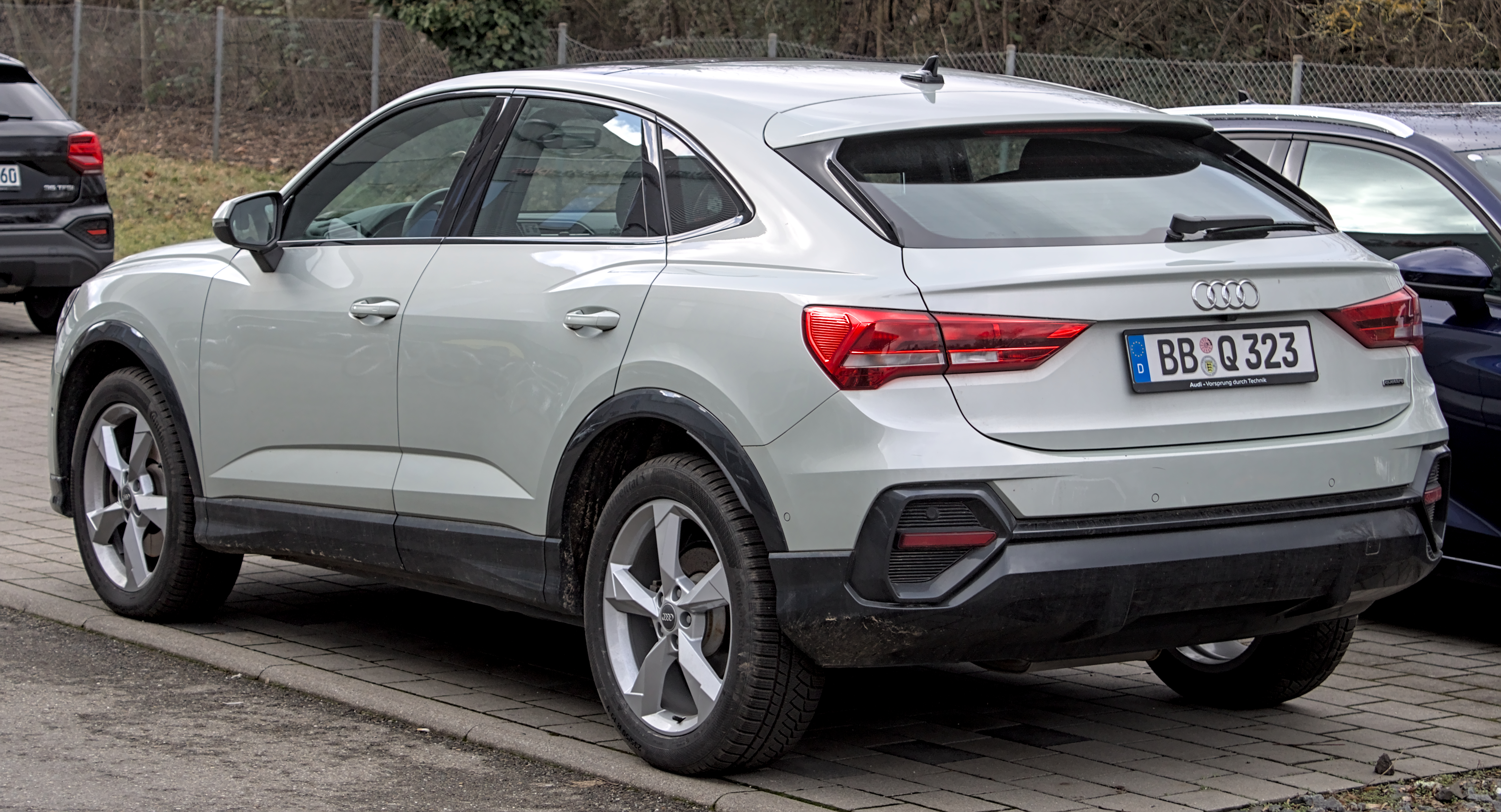
Audi Q3 Sportback – tył

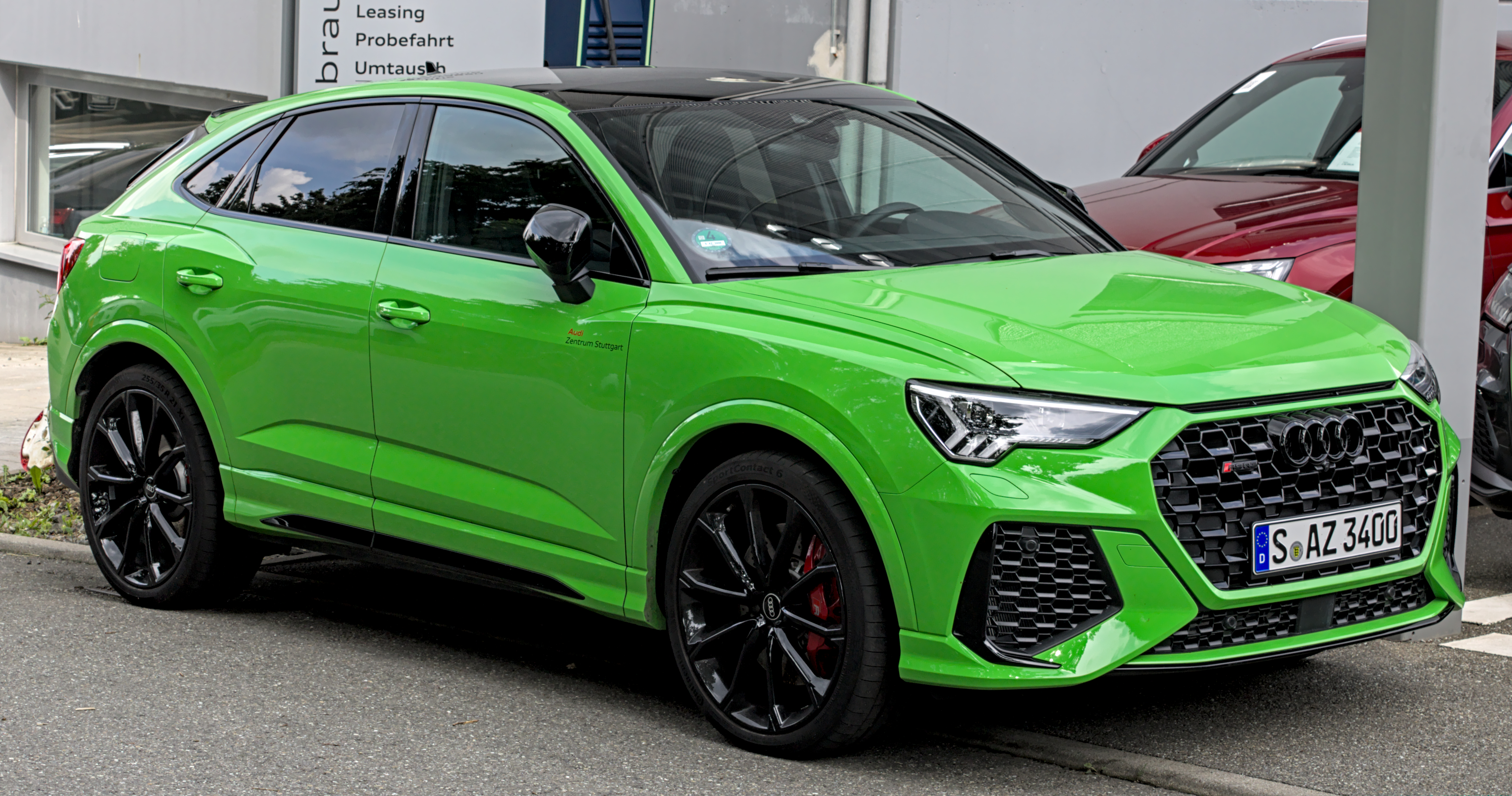
Audi RS Q3 Sportback

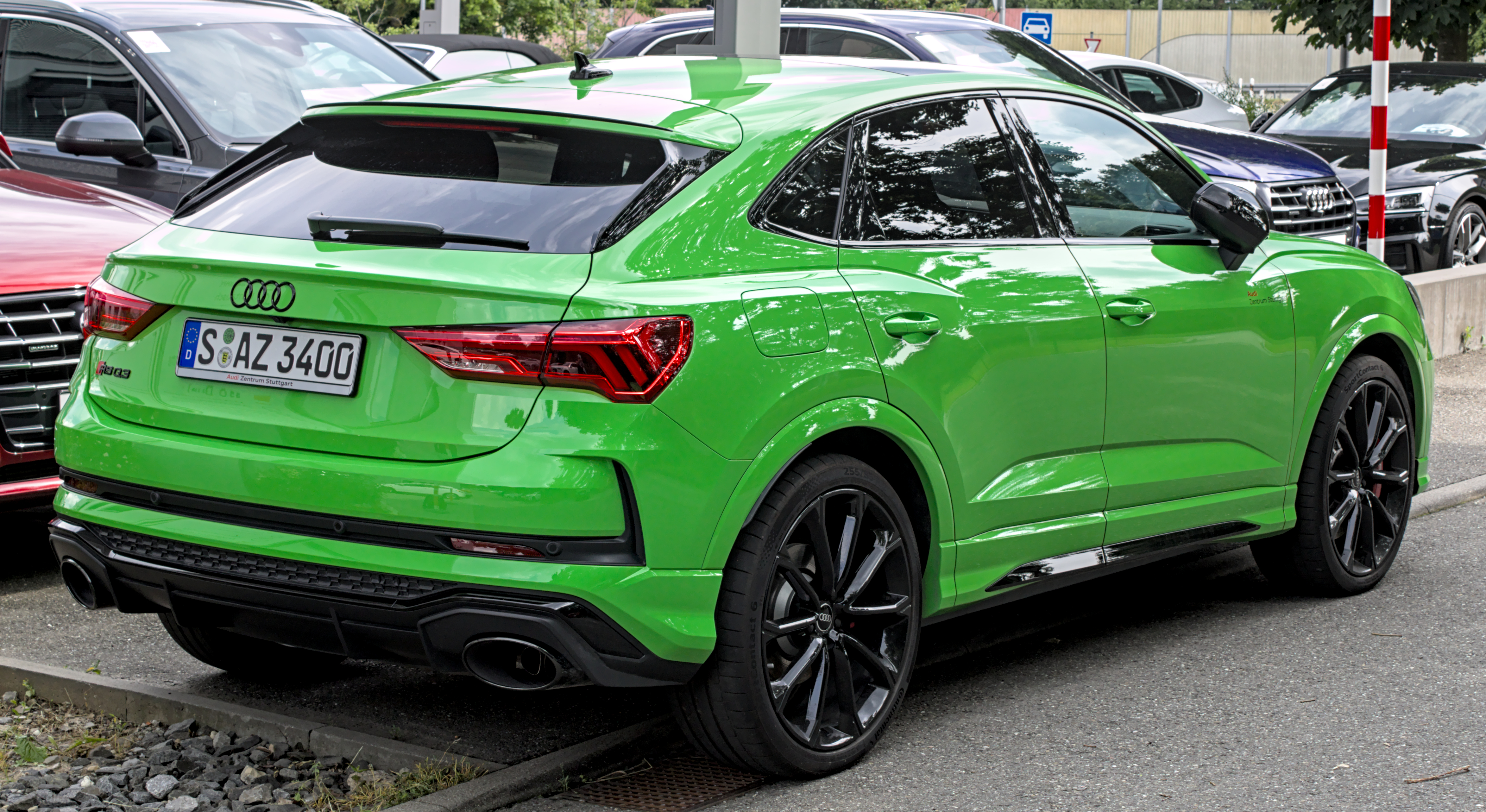
Audi RS Q3 Sportback – tył

Audi Q3 Sportback zostało zaprezentowane po raz pierwszy w 2019 roku.
Wariant Sportback po raz pierwszy poszerzył gamę nadwoziową Audi Q3 rok po premierze drugiej generacji jako zupełnie nowy model w ofercie producenta i zarazem drugi pojazd typu SUV Coupe po dużym modelu Q8.
Od bazowego Q3, model Q3 Sportback odróżnia się jedynie wysokością nadwozia. Opada ona niżej, gwałtownie obniżając się ku krańcu trójbryłowego nadwozia tuż za pierwszym rzędem siedzeń. Największą różnicą jest klapa bagażnika, która jest położona pod dużym kątem.
Oficjalny cennik Q3 Sportback ogłoszono pod koniec sierpnia 2019 roku – samochód jest średnio droższy od Q3 o ok. 8000 złotych. Sprzedaż w Polsce ruszyła jesienią tego samego roku.

### RS Q3 Sportback
Równolegle z podstawowym Q3, we wrześniu 2019 roku oficjalnie zaprezentowana została topowa odmiana Audi RS Q3 Sportback. Podobnie jak on, pojazd zyskał dodatkowe wloty powietrza w przednim zderzaku, nakładki na progi, tylny dyfuzor, a także większe alufelgi ze sportowym ogumieniem. Pięciocylindrowy silnik 2.5 TFSI rozwija 400 KM mocy i 480 Nm maksymalnego momentu obrotowego, a także charakterystyczne kontrastowe barwy lakieru.

### Silniki
- R4 1.4l TSI
- R4 1.5l TSI
- R4 2.0l TFSI
- R5 2.5l TFSI
- R4 2.0l TDI

## Trzecia generacja
Audi Q3 III zostało zaprezentowane po raz pierwszy w 2025 roku.
Trzecia generacja kompaktowego SUV-a zastąpiła poprzednika po 7 latach produkcji. Samochód został zbudowany na bazie płyty podłogowej MQB Evo platform znanej z Volkswagena Tiguana III. Nowa generacja modelu w przeciwieństwie do poprzednika nie ma dźwigienki kierunkowskazów, którą zastąpił zintegrowany przełącznik. Dodatkowe funkcje obejmują m.in. 12-calowy system informacyjno-rozrywkowy, 11,9-calowy cyfrowy zestaw wskaźników i 15-watową ładowarkę do telefonu. Sprzedaż modelu rozpocznie się jesienią 2025 roku.

### Silniki
- R4 1.5l TFSI
- R4 2.0l TFSI
- R4 2.0l TDI